# Tramwaje w Molinie
Tramwaje w Molinie − zlikwidowany system komunikacji tramwajowej w Molinie w Chile.

## Historia
Komunikację tramwajową w Molinie uruchomiła około 1915 spółka Ferrocarril Urbano Municipal. Od początku były to tramwaje konne. Sieć tramwajowa osiągnęła długość 3,7 km. Rozstaw szyn wynosił 600 mm. W 1915 tramwajami przewieziono 57 000 pasażerów, a w 1921 60 000. System tramwajowy zamknięto w 1927.